# Vitrinella georgiana
Vitrinella georgiana är en snäckart som beskrevs av Dall 1927. Vitrinella georgiana ingår i släktet Vitrinella och familjen Vitrinellidae. Inga underarter finns listade i Catalogue of Life.